# VC Zellik
VC Zellik is een voormalige Belgische volleybalclub uit Zellik.

## Geschiedenis
In de jaren 90 speelde Maes Pils Zellik op Belgisch topniveau. In 1992, '93 en '94 behaalde de club drie opeenvolgende landstitels in de nationale eredivisie. 
Zellik was de eerste Belgische club die doordrong tot de eindronde van de Europabeker I hierin slaagden ze driemaal.  In het seizoen 1993/1994 werd de club derde in deze championsleague voor volleybalclubs. De finale werd dat seizoen gemist door een 1-3-verlies tegen Messaggero Ravenna in de halve finale. In de wedstrijd voor de derde plaats werd gewonnen van Olympiacos Piraeus. De mesenas van de ploeg was in deze periode Paul De Smet.
Eind jaren 90 moest de club om diverse redenen de strijd in het volleybal staken. De eerste ploeg van volleybalclub Lennik besloot daarop om de locatie van de voormalige topploeg in bruikleen te nemen. De jeugdploeg bleef evenwel in Lennik. De club is sinds kort bekend onder de naam VC Asse-Lennik.

## Palmares

### Nationaal
- Eredivisie

winnaar (3×): 1992, 1993 & 1994
tweede (1×): 1996
- Beker van België

finalist (1×):  1997

### Internationaal
- Champions League

winnaar (1×): 1994

## Bekende ex-spelers
- Darko Antunović
- Petr Brom
- Marian Constantin
- Ben Croes
- Dario Dukić
- Claudio Gewehr
- Randy Gingera
- Jacques Kempenaers
- Koen Michiels
- Dominique Pincé
- Johan Praets
- Émile Rousseaux
- Edwin Van Acker
- Brecht Van Kerckhove
- Bart Wuyts